# Klima retten für Anfänger
Klima retten für Anfänger ist ein deutscher Fernsehfilm von Tomy Wigand aus dem Jahr 2022, der für Das Erste produziert wurde. Die Hauptrollen spielen Tanja Wedhorn, Götz Schubert und Ella Lee. Seine Uraufführung hatte der Film am 30. September 2022 auf dem Filmfest Hamburg. Die Erstausstrahlung im Ersten fand am 6. Januar 2023 im Rahmen der Reihe Endlich Freitag im Ersten statt.

## Handlung
Die 17-jährige Lilly Wilmers ist mitten in der Pubertät und engagiert sich für den Klimaschutz. Dass sie seit einiger Zeit dafür die Schule vernachlässigt, wollen ihre Eltern Martin und Nina so nicht hinnehmen. Während der als Chefarzt tätige Martin zunächst versucht, sie mit dem Kauf einer Reise zum Lernen zu überzeugen, hat Agenturchefin Nina eine bessere Idee. Sie verspricht Lilly, dass sie und Martin sich gemeinsam nach ihren Klimaschutzregeln verhalten werden, wenn sie sich im Gegenzug mehr den Schulaufgaben widmet.
Fortan wird das Auto für den Arbeitsweg stehengelassen, Fertigprodukte durch selbst zubereitete Speisen ersetzt und die Wäsche mit Lavendel bei niedrigen Temperaturen gewaschen. Auch soll im Sinne der Nachhaltigkeit einiges an Hausrat ausgemistet werden. Lillys Eltern tun sich zunehmend schwer damit und versuchen, die strengen Regeln durch Schummeleien zu umgehen. Sie entdecken aber auch, dass sie andere Ansichten haben über die Dinge, die weggegeben werden sollten, und über ihr bisheriges Leben.
Als Nina und Martin andere Aktivisten im Garten zelten lassen, treffen sie auf einen Bekannten von früher, den ehemaligen Greenpeace-Aktivisten Bernd, wodurch auch Eifersucht ins Spiel kommt. Während sich Nina an einer Demonstration beteiligt, um etwas Neues zu wagen, zieht Martin sich eher zurück. Dann wird klar, dass Lilly das Abitur nicht bestehen wird, wodurch es zwischen Martin und Nina noch mehr kriselt und sie eine Auszeit voneinander nehmen.
Nina und Martin versuchen, in ihrem Leben etwas zu ändern. Martin pokert in einem Gespräch mit dem Klinikumsvorstand, indem er sagt, dass er nicht auf Kosten der Patienten noch mehr Gewinne erwirtschafte, sondern dann lieber gehe – was ihm den Job kostet. Nina ernennt in ihrer Agentur einen Mitarbeiter zum Partner, um endlich mal wieder etwas kürzer treten zu können. Das ermöglicht beiden, in aller Ruhe miteinander zu sprechen. Zum Schluss fragt Martin Nina, ob ihre Agentur auch Ärzte vermittele.

## Hintergrund
Die Dreharbeiten zu Klima retten für Anfänger fanden unter dem Arbeitstitel Klimawandel bei Familie Wilmers vom 13. September 2021 bis zum 14. Oktober 2021 unter den vorgegebenen Corona-Arbeitsschutzauflagen in Berlin und Umgebung statt. Für den Film zeichnete die ITV Studios Germany verantwortlich. Es handelt sich um den letzten Film mit der Schauspielerin Klara Höfels in der Rolle der Frau Dr. Schmitter, die noch vor der Premiere von Klima retten für Anfänger am 15. Mai 2022 nach kurzer schwerer Krankheit im Alter von 73 Jahren in Berlin gestorben ist.

## Kritik
Die Kritiker der Fernsehzeitschrift TV Spielfilm äußerten sich positiv, indem sie das Fazit zogen: „Unterhält ohne erhobenen Zeigefinger: Da bleiben wir kleben!“ Der Film erhielt zwei von drei möglichen Punkten in der Kategorie „Humor“ und einen Punkt in der Rubrik „Spannung“ und bekam insgesamt die bestmögliche Wertung, Daumen nach oben.